# 안나 코발추크
안나 코발추크(러시아어: А́нна Ковальчу́к, 1977년 6월 15일 ~ )는 러시아의 배우이다.

## 출연 작품
- 제독의 연인 (2008)
- 거장과 마가리타 (2005)